# I brividi della lettura
I brividi della lettura (Duck Pimples) è un film del 1945 diretto da Jack Kinney. È un cortometraggio animato della serie Donald Duck, prodotto dalla Walt Disney Productions e uscito negli Stati Uniti il 10 agosto 1945, distribuito dalla RKO Radio Pictures.

## Trama
In una notte tempestosa, Paperino sta ascoltando la radio, ma tutti i canali stanno trasmettendo sceneggiati radiofonici thriller e horror. In quel frangente il papero riceve la visita di un fantasmagorico venditore di libri. Leggendo un giallo che l'uomo ha lasciato lì, Paperino si ritrova letteralmente catapultato nel libro, dove un investigatore crede che il papero abbia rubato le perle di una ragazza, la quale le cerca ovunque. Quando l'uomo minaccia Paperino con un coltellino, appare l'autore del libro, il quale dichiara che il ladro è in realtà l'investigatore stesso. Quest'ultimo confessa, dopodiché spara con una pistola giocattolo al papero, facendogli perdere i sensi. Tutti i personaggi del libro ritornano all'interno di esso, dopodiché Paperino si risveglia a casa sua, rendendosi conto che è stato tutto frutto della sua immaginazione. Sul collo del papero tuttavia compare una collana di perle.

## Distribuzione

### Edizione italiana
Esistono due doppiaggi italiani del corto. Il doppiaggio del 1985 è stato incluso nella VHS Paperino e i racconti misteriosi. In seguito il corto è stato ridoppiato negli anni novanta, e tale doppiaggio è stato pubblicato nella videocassetta Cartoon Classics – Paperino disastri in cucina, in DVD e trasmesso in TV.
La scena in cui Hugh Hennessey punta la pistola addosso a Paperino e conseguentemente Colleen un'ascia sopra Hennessey è stata censurata sia in DVD che in televisione, mentre è presente nella versione VHS.

### Edizioni home video

#### VHS
- Paperino e i racconti misteriosi (giugno 1985)
- Cartoon Classics – Paperino disastri in cucina (febbraio 1995)
- Paperino un disastro di eroe (agosto 1999)
- Paperino un adorabile pasticcione (febbraio 2002)

#### DVD
Il cortometraggio è incluso nel DVD Walt Disney Treasures: Semplicemente Paperino - Vol. 2.